# Verrucomorpha
Verrucomorpha zijn een orde van zeepokken.

## Soorten
De volgende families zijn bij de onderorde ingedeeld:
- Neoverrucidae Newman, 1989 in Hessler & Newman, 1989
- † Proverrucidae Newman, 1989 in Hessler & Newman, 1989
- Verrucidae Darwin, 1854